# Vincente Marie Poloni
Vincente Marie Poloni (Vérone, 26 janvier 1802 - Vérone, 11 novembre 1855) est une religieuse vénitienne, fondatrice avec Charles Steeb des Sœurs de la Miséricorde de Vérone. Elle est vénérée comme bienheureuse par l'Église catholique. En janvier 2025, le Vatican annonce sa prochaine canonisation.

## Biographie
Elle naît à Vérone, Piazza delle Erbe, le 26 janvier 1802, et est baptisée le même jour sous le prénom de Louise dans l'église voisine de Santa Maria Antica, située près des tombeaux des Scaligeri (en italien : arche scaligere). Dernière de 12 enfants, Louise grandit dans un environnement chrétien et profondément engagé dans la charité. Son père appartient à la Fratellanza, association d'assistance spirituelle et matérielle en faveur des malades, et Louise aide son père dans ses activités caritatives.
Elle se consacre de plus en plus aux malades et se place sous la direction spirituelle du bienheureux Charles Steeb, elle lui confie son désir de se consacrer totalement à Dieu. Il la fait attendre et, finalement, lui dit que Dieu veut qu'elle soit fondatrice d'un institut de sœurs de la Miséricorde. Le 2 novembre 1840, elle s'installe avec trois compagnes afin de se consacrer entièrement au service des personnes âgées et des malades. Très vite, d'autres compagnes les rejoignent, une maison est achetée, les autorisations civiles et religieuses sont obtenues et le 10 septembre 1848, Louise Poloni et douze autres sœurs prononcent leurs vœux religieux, elle prend le nom de Vincente Marie en l'honneur de saint Vincent de Paul.
Mère Poloni passe les quinze dernières années de sa vie a consolider la congrégation et exerce sa mission d'assistance aux enfants, personnes âgées, malades ou orphelins. Elle pratique la prière avec une dévotion particulière à Notre-Dame des Douleurs et à saint Vincent de Paul, le saint dont Charles Steeb s'est inspiré pour établir les constitutions religieuses de la communauté. La renommée du nouvel institut se répand également à l'extérieur de Vérone et Mère Vincente Marie reçoit bientôt des demandes de sœurs pour d'autres villes et pays. Les premières communautés ouvrent à Cologna Veneta, Montagnana, à Zevio, Este et Monselice. Au cours des dernières années de sa vie, elle est atteinte par une tumeur qui se répand lentement mais inexorablement. Elle meurt le 11 novembre 1855.

## Culte et vénération
Elle est reconnue vénérable le 28 avril 2006 par le pape Benoît XVI, la cérémonie de béatification présidée par le cardinal Angelo Amato est célébrée à Vérone le 21 septembre 2008. Le 26 janvier 2025, le Dicastère pour la cause des saints a annoncé qu'un deuxième miracle attribué à l'intercession de Vincente Marie Poloni avait été reconnu.